# Lampart perski
Lampart perski, lampart anatolijski, lampart kaukaski (Panthera pardus tulliana) – podgatunek lamparta plamistego, ssaka z rodziny kotowatych (Felidae), żyjący w Wyżynie Irańskiej i okolicach, od wschodniej Anatolii i Kaukazu po Hindukusz. Poluje głównie na kopytne.

## Taksonomia
Felis tulliana to nazwa naukowa zaproponowana przez Achille Valenciennesa w 1856 roku, który opisał skórę i czaszkę lamparta zabitego w pobliżu Smyrny w zachodniej Anatolii. Na przełomie XIX i XX wieku kilku przyrodników opisało okazy zoologiczne lampartów z Bliskiego Wschodu:
- Felis pardus tulliana został zaproponowany przez Richarda Lydekkera w 1899 roku po zbadaniu skóry lamparta z Kaukazu[4].
- Felis ciscaucasica zaproponował Konstantin Satunin w 1914 roku na podstawie okazu lamparta z regionu Kubań na Północnym Kaukazie[5][6].
- Panthera pardus saxicolor została zaproponowana przez Reginalda Innesa Pococka w 1927 roku, który opisał skóry lampartów z różnych obszarów Persji, ale rozpoznał ich podobieństwo do skór lampartów kaukaskich. Jego holotypem była skóra i czaszka samca lamparta z Asterabadu[7].
- P. s. sindica została zaproponowana przez Pococka w 1930 roku na pojedynczą skórę i dwie czaszki z gór Kirthar w Beludżystanie; skóra bardzo przypominała skórę lamparta perskiego i lamparta azjatyckiego, ale jej kolor różnił się od koloru lamparta hinduskiego (P. p. fusca)[8]. Zostało ono podporządkowane P. p. saxicolor na podstawie molekularnej analizy genetycznej w 1996 roku[9][10].

W XIX i XX wieku lampart anatolijski był uważany za odrębny podgatunek lamparta występujący tylko w zachodniej Turcji. Okazy lamparta znajdujące się w zbiorach muzeów zoologicznych nie różnią się znacząco wielkością i kształtem czaszek. Dlatego nazwy podgatunkowe tulliana, ciscaucasica i saxicolor są obecnie uważane za synonimy.
Uważa się, że rzeka Indus stanowi topograficzną barierę utrudniającą rozprzestrzenianie się tego podgatunku. Analiza próbek lampartów z Afganistanu wykazała, że były to P. p. saxicolor, ale łączy się z lampartem indyjskim. Analiza genetyczna 49 próbek skóry lamparta zebranych w regionach Azad Dżammu i Kaszmir i Galyat w północnym Pakistanie potwierdziła tę intergradację; próbki te ujawniły haplotypy zarówno lampartów perskich, jak i hinduskich.

## Opis
P. s. tulliana ma szarawe, lekko czerwonawe futro z dużymi rozetami na bokach i grzbiecie, mniejszymi na ramionach i górnej części nóg oraz plamami na głowie i szyi. Jego średnia długość ciała wynosi 158 cm, z czaszką o długości 192 mm i ogonem o długości 94 cm. Waży do 60 kg. 

## Występowanie

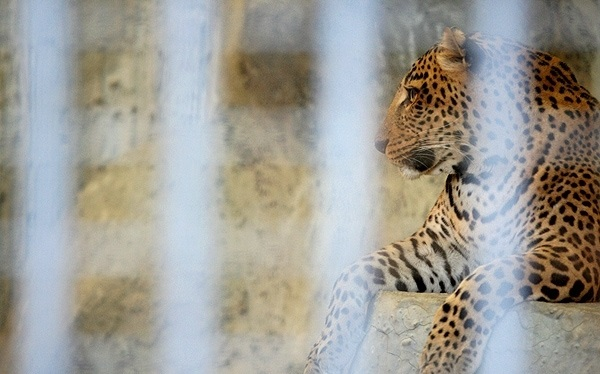
Osobnik w zoo w Teheranie.

Siedlisko P. p. tulliana na Wielkim Kaukazie to łąki reglowe, umiarkowane lasy liściaste i mieszane oraz surowe jary od 600 do 3800 metrów, zaś na Małym Kaukazie i w Iranie skaliste zbocza, stepy górskie i rzadkie lasy jałowcowe. 
W północnej Anatolii podczas badań przeprowadzonych w latach 1993–2002 zoologowie znaleźli dowody na istnienie lampartów w górnych lasach i strefach alpejskich Gór Pontyjskich, jednak tamtejsza obecność została zakwestionowana w 2016 roku ze względu na brak dowodów. Donosi się, że zdjęcie z fotopułapki uzyskane w prowincji Trabzon w regionie Morza Czarnego we wrześniu 2013 roku przedstawia lamparta. Uważa się, że jego preferowanym siedliskiem są rzadkie obszary leśne, następnie obszary skaliste, obszary rolnicze i pastwiska oraz strefy nadbrzeżne. W 2013 roku pojawiły się doniesienia o występowaniu lamparta anatolijskiego w prowincji Diyarbakır w Turcji, gdzie uznano go za wymarłego. W południowo-wschodniej Turcji jego obecność udokumentowano w dystrykcie Çınar w prowincjach Diyarbakır oraz Bitlis. W latach 2018 i 2019 był fotografowany na północnych zboczach góry Cudi w prowincji Şırnak i może to być korytarz przemieszczania się między Turcją a Irakiem. Sfotografowano go także w północno-wschodniej prowincji Artvin, która graniczy z Gruzją, ale nie wiadomo, czy zwierzęta zamieszkują te tereny. W Nadmorskim Parku Narodowym Beydağları od sierpnia 2019 roku do maja 2023 roku na 58 filmach i zdjęciach zarejestrowano dwa lamparty anatolijskie.
Iran uważany jest za ostoję lamparta w regionie. Występuje liczniej na północy niż na południu kraju, a w 2010 roku notowano go na 74 z 204 obszarów chronionych. Kaspijskie lasy mieszane hyrkańskie wzdłuż gór Elburs są jednym z najważniejszych siedlisk lamparta w kraju. Większość lampartów odnotowano w siedliskach o temperaturach od 13 to 18 °C (55 do 64 °F), maksymalnie 20 dni pokrywy lodowej w roku i roczne opady przekraczające 200 mm (7,9 W). W północno-wschodnim Iranie podczas badań przeprowadzonych w latach 2005–2008 w Parku Narodowym Sarigol zidentyfikowano cztery rodziny lampartów z dwoma młodymi w każdej. W styczniu 2008 roku sfotografowano samca lamparta znaczącego drzewo berberysowe; do połowy lutego 2008 roku był fotografowany kilka razy w tym samym obszarze. Badania fotoradarowe przeprowadzone latem 2016 roku wykazały obecność 52 lampartów w parkach narodowych Sarigol, Salouk i Tandooreh. Lamparty sfotografowano także na obszarze chronionym w Sefid Kuh w Kermanszah w 2020 roku. Między wrześniem 2014 roku a sierpniem 2016 roku dwa lamparty z obrożą telemetryczną przeniosły się z irańskiego regionu Kopet Dag do Turkmenistanu, ujawniając, że populacja lampartów w obu krajach jest powiązana. Lamparty zostały zarejestrowane przez fotopułapki w rezerwacie przyrody Bathyz w południowo-zachodniej części kraju. W 2017 roku młody samiec lamparta z irańskiego Parku Narodowego Tandooreh osiedlił w Turkmenistanie. W 2018 roku stary samiec lamparta perskiego przesunął się 20 km (12 mil) z Iranu do Turkmenistanu. Badania przeprowadzone w Parku Narodowym Bamu w prowincji Fars od jesieni 2007 roku do wiosny 2008 roku ujawniły siedem osobników na obszarze pobierania próbek wynoszącym 321.12 km. W 2011 roku fotopułapka zarejestrowała jedną osobę w prowincji Bamyan w Afganistanie.

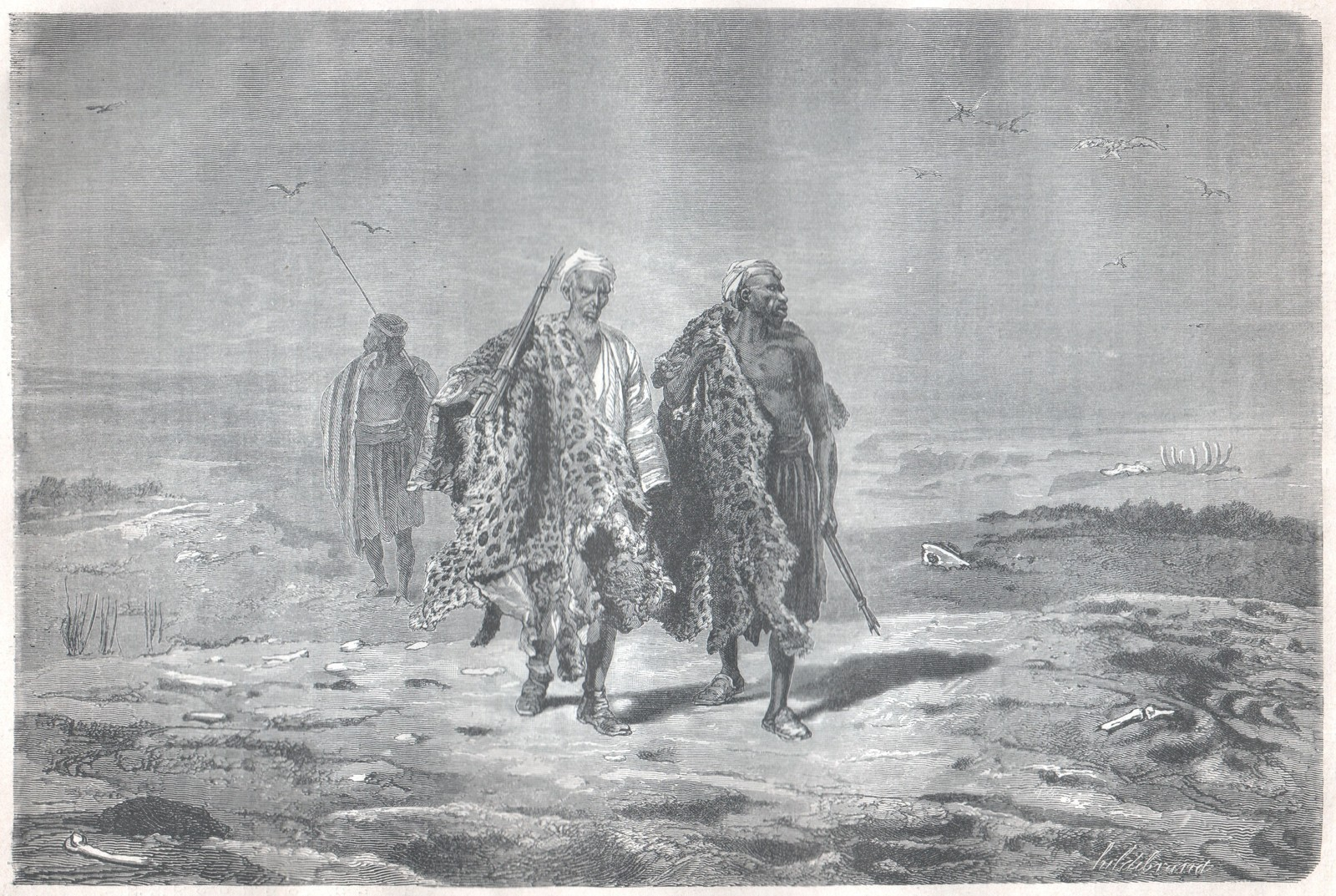
Arabscy handlarze ze skórami lampartów (rycina, 1867).

## Ochrona
Lampart perski jest wymieniony w załączniku I CITES oraz w załączniku II konwencji berneńskiej o ochronie dzikiej przyrody jako gatunek ściśle chroniony. W Azerbejdżanie lampart jest objęty ochroną prawną od 1969 roku, w Armenii i całym ZSRR był chroniony prawnie w 1972 roku, kaukaska populacja lamparta perskiego została wymieniona w rosyjskiej Czerwonej Księdze w kategorii I jako zagrożona wyginięciem. Jest chroniony prawnie w Iranie od 1999 roku. W Armenii i Azerbejdżanie przyjęto i kilkakrotnie zaostrzono kary za zabijanie lampartów. W Afganistanie został wpisany na krajową listę gatunków chronionych w 2009 roku. W Kazachstanie polowanie uznano w 2021 roku za przestępstwo. W Turcji lampart jest jednym z gatunków objętych planem działań dla zwierząt zagrożonych w tym kraju.